# 協和商事

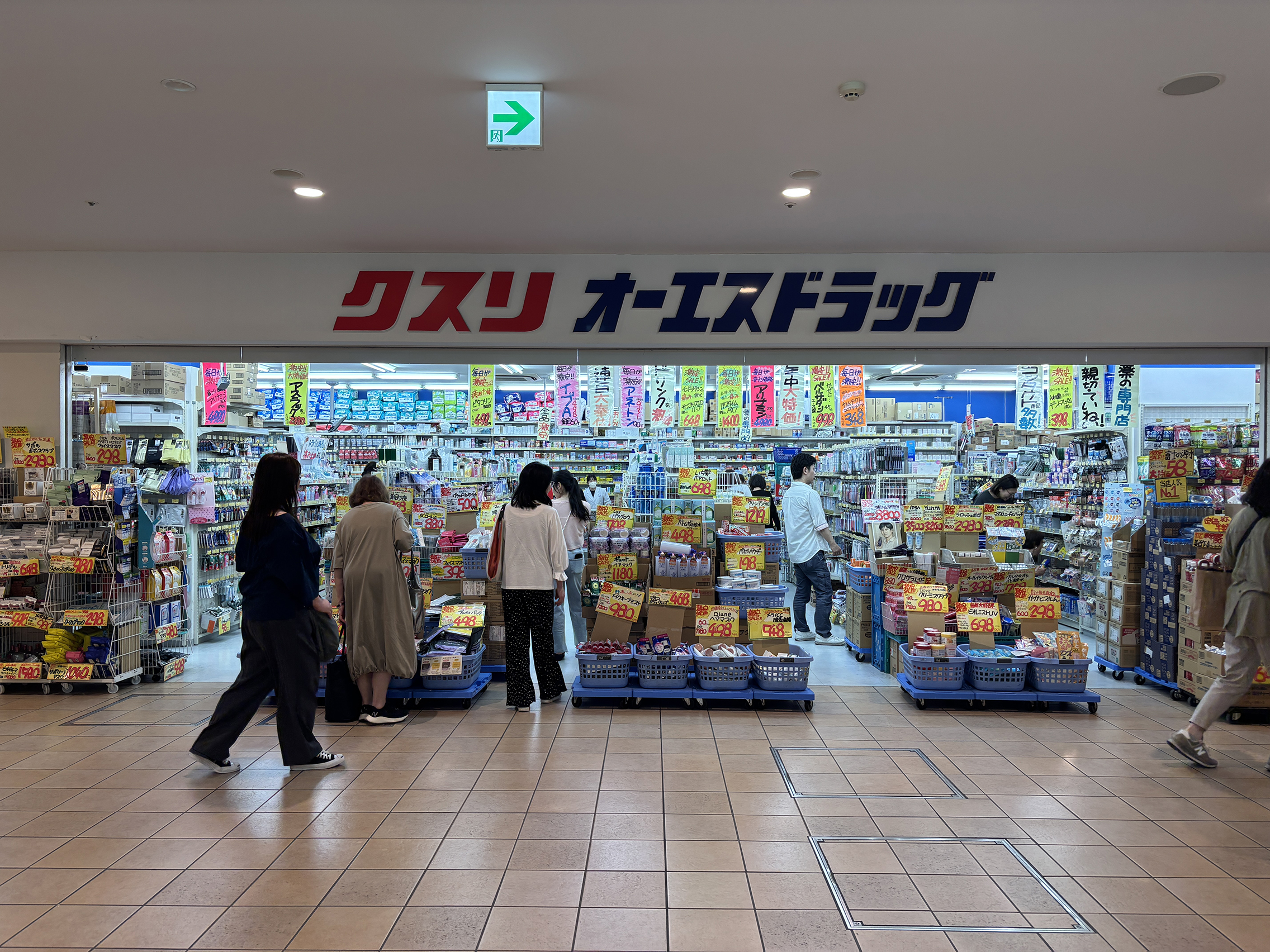
オーエスドラッグ大阪市あべのキューズタウン店

協和商事株式会社（きょうわしょうじ）は、大阪や東京の市街地にドラッグストアを展開する企業。「オーエスドラッグ（OSドラッグ）」という屋号で、店舗展開を行っている。店舗は難波や心斎橋、梅田、三宮、渋谷、新宿のような一等地での立地が多く、その他地方中心の商店街、駅前通に立地展開を続けている。
「商売人である前に我々は薬屋である。薬屋として胸を張れ」という社是の通り、商品の仕入れから宣伝、販促に至るまで本部からの統括的な管理システムなどは一切存在せず、各店社員の裁量に委任されている特殊な経営形態を持つ。また、経営基本はディスカウント戦略であるが、チラシや広告は一切打たないのも特色である。
2003年に富士薬品が75%の株式を取得し、同社の子会社となっていたが、2023年12月に富士薬品が当社の自己株式取得に応じて保有する全株式を譲渡し、富士薬品グループから離脱した。

## 店舗数
2019年4月時点で59店舗。
- 関西43店舗
  - 大阪府：梅田、難波、京橋、阿倍野、江坂など27店舗
  - 兵庫県：三宮、元町など12店舗（うち1店は調剤専門）
  - 京都府：三条、四条河原町など4店舗
- 関東16店舗
  - 東京都：渋谷、新宿、上野、吉祥寺、立川、町田など12店舗
  - 神奈川県：川崎、横浜、大船
  - 埼玉県：川越

## 沿革
- 1965年（昭和40年） - 会社設立
- 1970年 （昭和45年）- 千林店開設
- 1971年（昭和46年） - 本社事務所建設
- 1974年（昭和49年） - 本社ビル完成
- 1988年（昭和63年） - 東京中野店開設
- 2003年（平成15年） - 富士薬品が資本参加
- 2005年（平成17年） - 調剤店開設
- 2023年（令和5年） - 富士薬品グループを離脱